# Curimopsis brancomontis
Curimopsis brancomontis é uma espécie de insetos coleópteros polífagos pertencente à família Byrrhidae.
A autoridade científica da espécie é Puetz, tendo sido descrita no ano de 2002.
Trata-se de uma espécie presente no território português.